# 达连隘口

位于哥伦比亚和巴拿马交界处的达连隘口

达连隘口（西班牙語：Tapón del Darién）是泛美公路位于哥伦比亚和巴拿马边境处的未開通一段，由大片未开发沼泽和森林组成，位于巴拿马的達連省和哥伦比亚乔科省之间。隘口长106公里，宽50公里，在此处修建公路成本非常高，对环境的影响也十分巨大，因而未有增建公路的共识。目前的状态是没有公路通过此处连接南北美洲，成为泛美公路的唯一断点。
位于哥伦比亚一侧的隘口是阿特拉托河的河口三角洲，有至少80公里宽的河流湿地。位于巴拿马一侧的隘口则是山地热带雨林，海拔从60米的谷底至1845米的最高处。

## 自然
两座国家公园位于达连隘口内，分别是位于巴拿马一侧的达连国家公园和位于哥伦比亚一侧的洛斯卡蒂奥斯国家公园。保护区内生长大量洋椿属和桃花心木属植被，但目前存在过度砍伐现象。
达连国家公园面积5,790平方公里，是中美洲地区最大的保护区。

## 横贯隘口
隘口可以透過越野车穿越。1924～1925年，Marsh Darien Expedition横贯隘口，是後殖民時代首个横贯隘口的探险队， 探险队受到史密森尼学会等的资助。
首次以汽車穿越隘口由三個巴西人實現，他們於1928年從里約熱內盧出發，駕著兩部福特T型，於1938年到達美國。這個旅程旨在推廣1923年智利協議提出的泛美公路。參與者分別是巴西陸軍中尉萊昂尼達斯·博爾赫斯·德·奧利維拉（Leonidas Borges de Oliveira），巴西空軍成員弗朗西斯科·洛佩茲·達克魯斯（Francisco Lopez da Cruz）和年輕的機械師馬里奧·法瓦（Mário Fava）。三者在尼加拉瓜得到尼加拉瓜革命家奥古斯托·塞萨尔·桑地诺迎接，並拍下了恐怕是他存世最後一幅相片。後來三者在美國得到亨利·福特和總統羅斯福迎接。Beto Braga撰寫的《O Brasil através das três Américas》一書中圖文並茂地提供了他們的故事。另一次横贯是1959～60年的跨隘口探險，成員有Amado Araúz（巴拿馬籍）及其妻Reina Torres de Araúz、前特种空勤团成員Richard E. Bevir（英國籍）以及工程師Terence John Whitfield（澳洲籍），使用了La Cucaracha Cariñosa和一輛吉普車。他們於1960年2月2日從巴拿馬切波出發，於6月17日到達哥倫比亞基布多，136天平均每小時201公尺。
首個全陸上、以汽車進行的穿越隘口發生於1975年至1977年，穿越者是Loren Upton和Patty Mercier，座駕是CJ-5 Jeep。他們足足用了741天走200公里。這次穿越於1992年登錄了吉尼斯世界纪录。Ed Culberson是首個走遍整個泛美公路，並按公路預定的達連隘口路線穿越隘口的人，全程使用R80G/S摩托車。最初他跟著Loren Upton隊伍，後來找來導遊獨自完成穿越。
1990年代，受到哥倫比亞內戰影響，全陸上徒步或經河船（即從巴拿馬最後一條路過渡到哥倫比亞第一條路）穿越隘口都變得危險。哥倫比亞卡蒂奧斯國家公園一側的達連雨林落入了武裝組織手中。更甚的是，武裝分子從哥倫比亞越到了巴拿馬，佔領了一些巴拿馬叢林村落並綁架或殺害居民及遊客。就在情況日益嚴重時，年僅18歲的Andrew Egan横贯了雨林，在《Crossing the Darien Gap》一書中詳細介紹這次遊覽。
截至2013年，達連隘口東側的海岸路線相對安全，但任何內陸横贯隘口的路線依然極度危險。2017年6月，CBS記者拍下人蛇集團帶著難民用九天從哥倫比亞經達連隘口越到巴拿馬。
已知來自非洲、南亞、中東、中华人民共和国的偷渡客會以穿越達連隘口作為進入美國的方法，其中中國的偷渡人數遂年遞升， 2023財年非法穿越美國南部邊境被臨時拘留的中国移民已超過2.4萬 ，比過去十年臨時拘留總人數多近9000人。首先他們會藉厄瓜多爾的「免簽政策」進入該國，然後嘗試徒步穿越隘口，再到美墨邊界偷渡至美國。

## 武裝衝突
2017年以前，哥倫比亞革命武裝力量（哥革武）於內戰期間控制著達連隘口。哥革武同時活躍於哥國與巴拿馬兩側的邊界。
2000年，兩個英國人，湯姆·哈特·戴克和保羅·溫德，在達連隘口尋找戴克喜愛的稀有蘭花時遭到哥革武綁架。他們被困九個月，被死亡恐嚇，直到在毫無傷害、毫無贖金下得到釋放。後來戴克和溫德把他們的經歷記錄在《The Cloud Garden》一書中，以及紀錄片《异域惊魂（Locked Up Abroad）》的其中一集。
其他政治受害者包括三名新部族差會（New Tribes Mission）教士，他們從1993年起在巴拿馬一側失蹤。
2003年，三名為《國家地理雜誌》工作的記者被極右翼準軍事組織哥倫比亞聯合自衛軍囚禁了一周，一時廣為人知。
2013年5月，瑞典背包客Jan Philip Braunisch在離開哥倫比亞城鎮里奧蘇西奧，嘗試徒步橫貫隘口期間失蹤。哥革武承認誤以為是間諜而殺了他。